# Epimetasia monotona
Epimetasia monotona is een vlinder uit de familie van de grasmotten (Crambidae), uit de onderfamilie van de Odontiinae. De wetenschappelijke naam van deze soort is voor het eerst voorgesteld als Thyridopsis monotona door Hans Georg Amsel in een publicatie uit 1953.
De soort komt voor in de Westelijke Sahara en Mauritanië.